# Sega Y Board
La Sega Y Board es una videoconsola de arcade lanzada por Sega en 1988. Como la X Board que se lanzó antes de esta, la Y Board era conocida por sus capacidades de manipular imágenes.

## Características
- CPU principal: 3 x Motorola 68000 @ 12.5 MHz
- Sonido: Zilog Z80 @ 4 MHz
- Chip de sonido: Yamaha YM2151 4 MHz & SegaPCM @ 15.625 MHz
- Resolución de pantalla: 320 x 224